# Norges Billie Jean King Cup-lag
Norges Billie Jean King Cup-lag representerar Norge i tennisturneringen Billie Jean King Cup, och kontrolleras av Norges tennisförbund.

## Historik
Norge deltog första gången premiäråret 1963. Laget har som längst gått till åttondelsfinal, vilket man gjorde 1972 och 1974.